# Tour Souvenir Pack
Tour Souvenir Pack ist ein Box-Set des US-amerikanischen Sängers Michael Jackson, das im August 1992 zur Promotion von Jacksons Dangerous World Tour erschien.

## Titelliste
CD 1
1. Off the Wall
2. She’s Out of My Life
3. Don’t Stop ’Til You Get Enough

CD 2
1. Thriller
2. Beat It
3. Billie Jean

CD 3
1. Bad
2. Dirty Diana
3. Smooth Criminal

CD 4
1. Dangerous
2. Remember the Time
3. Black or White

## Charts und Chartplatzierungen
| ChartsChartplatzierungen     | Höchstplatzierung | Wochen |
| ---------------------------- | ----------------- | ------ |
| Vereinigtes Königreich (OCC) | 32 (3 Wo.)        | 3      |